# Équipe de La Réunion de rugby à XV
L'équipe de La Réunion de rugby à XV rassemble les meilleurs joueurs de rugby à XV de l'île de La Réunion, département d'outre-mer français dans l'océan Indien, sous le patronage du Comité de rugby de La Réunion. Elle participe chaque année au tournoi de la CAR Castel Beer Trophy.

## Histoire
Cette sélection a joué en tout une quinzaine de test matchs contre d'autres sélections africaines.